# Eyvind Alnæs
Eyvind Alnæs (né le 29 avril 1872 à Fredrikstad – mort le 24 décembre 1932 à Oslo) est un compositeur, pianiste et organiste norvégien.

## Biographie
Alnæs a étudié la musique à Oslo avec Iver Holter, puis à Leipzig avec Carl Reinecke. Après la création de sa première symphonie en 1896 à Berlin, il étudie avec Julius Ruthardt.
De 1895 à 1907, Alnæs a été organiste à Drammen. Il a joué de l’orgue dans les églises d’Oslo pendant plusieurs années et fut chef de chœur. Il a contribué à la fondation de la Société des compositeurs norvégiens.
La musique d’Alnæs s’inscrit dans le romantisme tardif. Il a composé deux symphonies, un ensemble de variations symphoniques, un concerto pour piano, des œuvres pour piano, des préludes pour chœur et orgue, des œuvres chorales et des romances (en norvégien, romanser).